# Periodismo económico
El periodismo económico o financiero es una rama del periodismo enfocada a informar sobre los hechos relacionados con la economía, incluyendo temas en el ámbito financiero; además muestra cómo analizar, interpretar y redactar la información económica. Los  periódicos especializados en economía se suelen llamar prensa salmón, por el color del papel en que se imprimen algunos prestigiosos periódicos de este tipo. Esta costumbre fue iniciada en 1893 por el periódico londinense Financial Times. 
El periodismo económico se basa en la información brindada por una persona que pudo haber estudiado la ciencia de la Economía como también una persona que estudió comunicación social y periodismo para brindar una mejor información.

## Historia
Los primeros esbozos de información económica se remontan a las necesidades de la burguesía mercantil europea. Los llamados “Price-Currents”, son los primeros informes de precios que se nacen en los puertos europeos, principalmente del Reino Unido y Países Bajos, entre el siglo XVI y XVII. Estos eran boletines de precios que se transaban en los diferentes puertos.
El “Precio Actual” más antiguo con los precios escritos a mano fue realizado en Ámsterdam en 1585 y el impreso en la misma ciudad en 1609.
Las primeras informaciones específicas sobre economía aparecieron en la prensa del siglo XVII. En esa época, las noticias eran redactadas a menudo por los propios interesados, en muchos casos comerciantes o banqueros, en forma de panfletos u hojas informativas. Más adelante, con la aparición de los medios en masas, las informaciones económicas hacían referencia principalmente a los valores en los mercados alimentarios, las cotizaciones de las monedas extranjeras o de los metales preciosos. En la actualidad, gran parte de las informaciones hacen referencia a la actividad de las empresas privadas y su relación con las del sector público.
En el siglo XVIII ya existe prensa económica que se dirige principalmente entre los países “conquistadores” y sus colonias. Francia (Journaux d’Affiches), Alemania (Staats- und gelehrte Zeitung des Hamburgischen) y España (El Correo Mercantil de España y sus Indias).
El siglo XIX marca el desarrollo definitivo de la prensa económica como la conocemos hasta nuestros días. En 1785 nace la publicación inglesa The Times, que desde sus orígenes mostró un interés por la información comercial y empresarial. Ya en su declaración de principios, en el primer número publicado, señala que uno de sus objetivos es facilitar el intercambio comercial entre las distintas partes de la comunidad. No obstante, el primer periodista financiero estable en este diario londinense llegaría en 1817, Thomas Alsager.
Años más tarde, en 1843 nace The Economist. En 1882 Dow, Jones y Bergstresser fundan Dow Jones Company, agencia de noticias e informes financieros en Estados Unidos. En 1884 surgió en Londres (Gran Bretaña) el primer diario económico, Financial News, mientras que 1888 nace Financial Times. Estos se fusionarían en 1945 quedando bajo el nombre de Financial Times.
En 1889 Dow Jones Company cambia sus boletines Customers Afternoon Letter, creando el primer periódico diario de Estados Unidos: The Wall Street Journal.
Un hito para la prensa económica fue la Gran Depresión de 1929 que generó todo un cambio que obligó a que, además de ser informativa, debe ser interpretativa y analítica de los acontecimientos y a utilizar los servicios de documentación.

## Ejercicio
Las fuentes de este tipo de periodismo son a veces controvertidas. La información suele proceder de los propios actores, con lo que la imparcialidad es muchas veces dudosa. La económica es una especialidad que requiere en muchos casos una investigación profunda, ya que las empresas no desean hacer públicas determinadas información. También se suele recurrir como fuente informativa a los indicadores económicos del propio Gobierno, a los sindicatos, colegios profesionales, patronales y medios oficiales (ministerios, funcionarios, etc.).
Este tipo de periodismo se ha visto acusado muchas veces de utilizar un lenguaje excesivamente especializado que no permite que el público general tenga acceso a la información. Los periodistas se defienden alegando que la función de la prensa no es la de enseñar y que los términos utilizados pertenecen al lenguaje económico universal.
El periodista especializado combina una experiencia profesional y un amplio conocimiento en una determinada área de especialización con la aplicación de los conocimientos periodísticos generales que le permiten informar al público con eficacia. 
La información económica se suele dividir en cuatro secciones distintas:
- Información macroeconómica, destinada a cubrir las informaciones sobre la actividad económica del Estado y del resto de economías mundiales.
- Información bursátil, con datos sobre la bolsa de valores nacional e internacional, los tipos de cambio, el mercado de futuros, los fondos de inversión o los cambios de divisas.
- Información empresarial, que abarca las informaciones sobre las empresas privadas.
- Información sobre finanzas privadas, sobre factores que afectan a la economía directa de los lectores, como los planes de pensiones.

## Diarios económicos

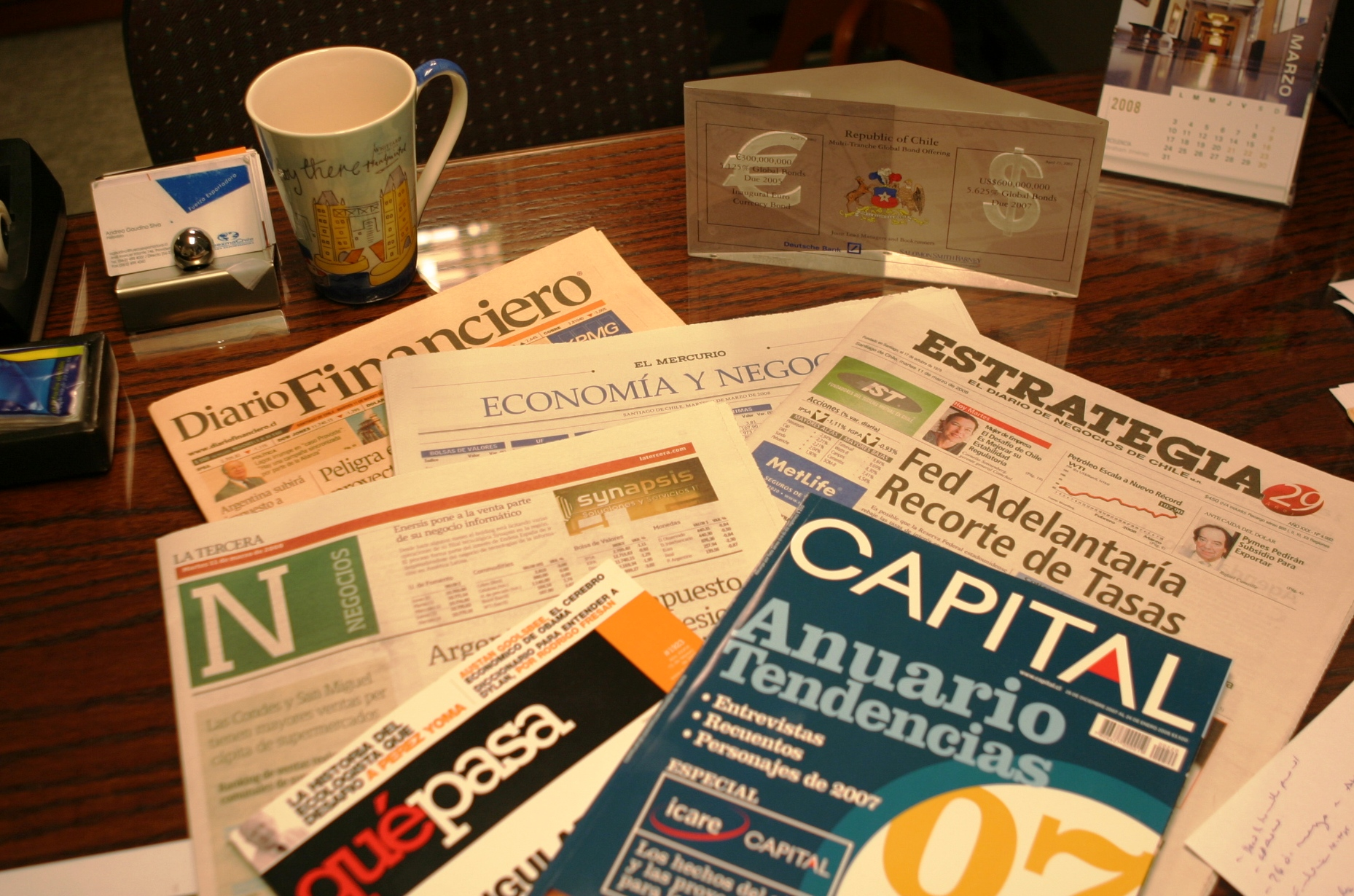
Prensa económica en Chile.

### En América Latina
- Argentina:
  - Ámbito Financiero
  - El Cronista
  - El Economista
  - Prensa Económica
- Brasil:
  - Gazeta Mercantil
  - Valor
- Chile:
  - Diario Financiero
  - Estrategia
  - Pulso
- Colombia:
  - La República
  - Portafolio
- Costa Rica:
  - El Financiero
- México:
  - El Economista
  - El Financiero
- Paraguay
  - Diario 5Días
- Perú:
  - Gestión
- Venezuela:
  - El Mundo
  - Reporte

### En Europa
- España:
  - El Economista
  - Cinco Días
  - Expansión